# 王仲铭
王仲銘(1907年—2010年12月10日)，廣東省東莞市石排鎮廟邊王村人，香港同珍醬油第二代掌舵人。

## 生平
王仲銘於1907年出生，為同珍醬油創辦人王托賴之子。30年代，年僅24歲的第二代掌舵人王仲銘接管父親的作坊，與叔伯兄弟在九龍衙前圍道合力經營，日本侵華後曾一度搬到木廠街，戰後遷回舊址，當時仍經營醬園的只有淘大、美珍、冠珍和同珍。 60年代， 香港經濟起飛，王仲銘則把資金投資地產，甚至歐美等亦有物業，為公司發展奠下基礎。王仲銘除發展家族事業，亦熱心公益事業，曾任九龍樂善堂的主席。1982年，王仲銘支助校舍不敷應用的樂善堂中學搬遷成為樂善堂王仲銘中學。
2010年12月10日, 王仲銘因病離世。同珍現由兒子王賜豪掌管。
王仲銘和妻子張少鳳所生的兒子王賜豪於港大醫學院畢業，是耳鼻喉科專科醫生。他兒時已常跟隨父親到葵涌廠房視察，1996年開始參與公司業務，1998當上公司的總裁。與父親作風不同，王賜豪熱心公益且較高調，2003年出任保良局主席，並任政府多個諮詢委員會成員，現為廣東省政協常委。